# Scandza

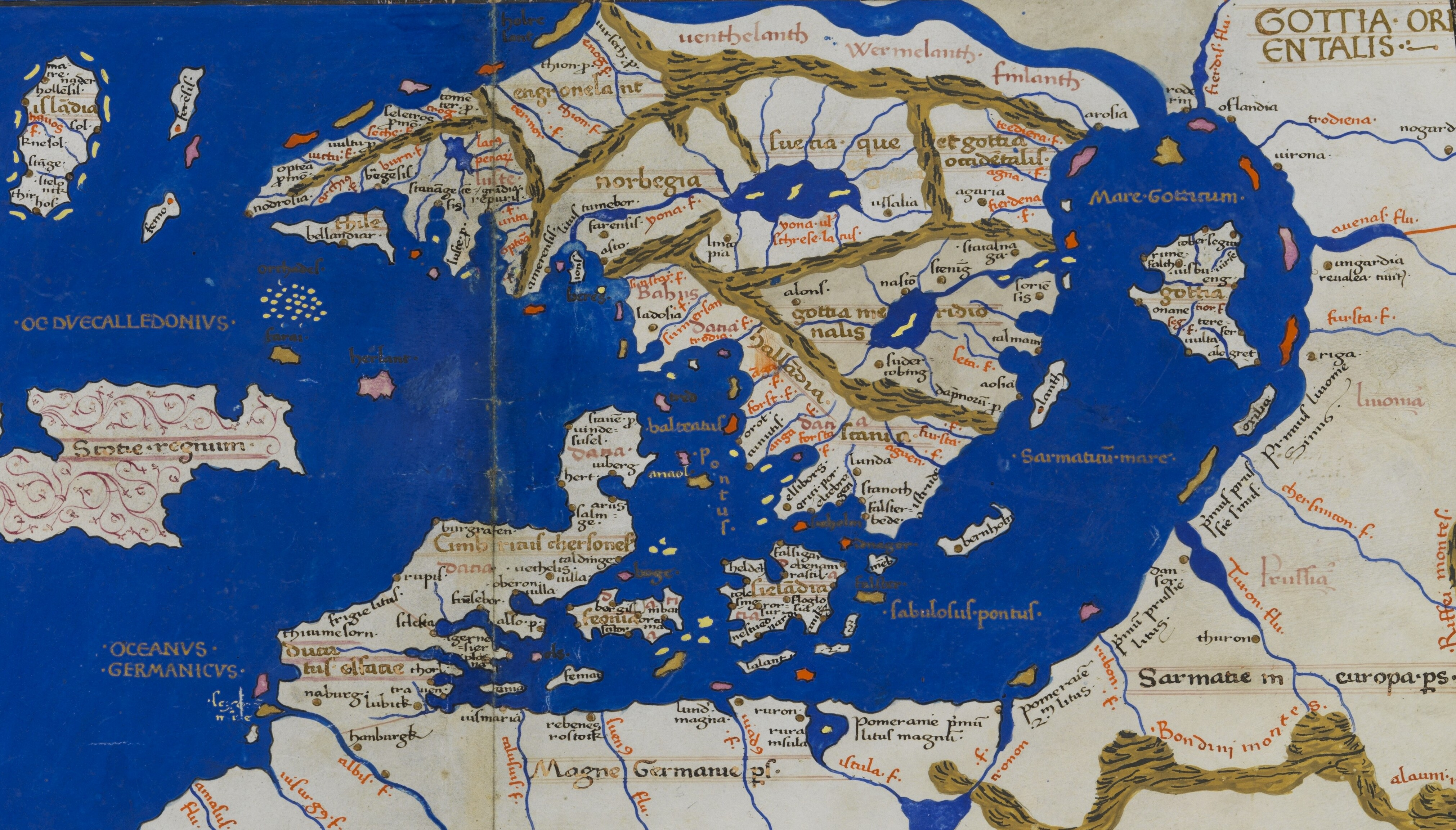
L'île de Scandza d'après la Géographie de Ptolémée (édition de 1467).

Scandza ou Scanzia est le nom que Jordanès donna à la Scandinavie dans son Histoire des Goths au VIe siècle de notre ère. La Scandza est considérée comme une île selon les connaissances géographiques de l'époque.
Dans son Histoire Naturelle, Pline l'Ancien évoquait déjà (vers 77 apr. J.-Chr.) l'île de Scatinavia au-delà du « détroit codanien » (sinus Codanus) habitée par la tribu des Hilleviones. Le détroit codanien comporte une multitude d'îles et sépare le « Mont Sævo » du contrefort des Cimbres.
Claude Ptolémée dit qu'elle comporte quatre îles et décrit la plus orientale d'entre elles, selon lui la plus étendue. Elles est habitée de sept tribus : les Chédines (Χαιδεινοι) à l'ouest, les Frisons (Φρίσιοι ou Φιραῖσοι) et les Favones (Φαυόναι) à l'est, les Finnois au Nord, les Goths et les Danes (Δανκίωνες) au sud et les Levons au centre.
Selon l'historien Paul Diacre, les Lombards seraient originaires d'une île appelée Scadinavia ou scadan[an] (Origo Gentis Langobardorum).